# Берлинский диалект
Берли́нский диале́кт (нем. Berlinerisch, Berlinisch) — диалект немецкого языка, распространённый в Берлине и окрестностях Бранденбурга. Принадлежит к берлинско-бранденбургским диалектам восточносредненемецкой группы.
Берлинский сложно назвать диалектом в обычном смысле, так как он представляет собой смесь нескольких различных диалектов, образовавших «городской язык», метролект. Берлинский диалект оказал серьёзное влияние на разговорную речь соседней земли Бранденбург, где долгое время использовался нижненемецкий язык и его диалекты. Сегодня они вытеснены берлинским диалектом.
Берлинская лексика, не характерная для литературного языка Германии или использующая названия только данного региона, называется берлинизмами. Часто для обозначения лексики диалекта, характерных хлёстких выражений и стиля общения употребляют понятие «Berliner Schnauze».

## История
Берлин географически занимает область близ линии Бенрата (изоглосса maken-machen), то есть с самого основания Берлина в 1237 году речь жителей города испытывала на себе влияние нижненемецких диалектов северной части Германии и средненемецких диалектов, распространённых в центральной части. Начавшаяся в начале XIV века и усилившаяся к началу XVI века миграция людей (в том числе и из фламандских регионов Священной Римской империи) в Берлин создала предпосылки к тому, что распространённый на территории города восточнонижненемецкий диалект в процессе формирования обиходно-разговорного языка стал изменяться. Так возник особый метролект стандартного немецкого языка, сочетающий особенности средненемецких диалектов и отчётливо проявляющий себя нижненемецкий субстрат. И лишь с недавнего времени этот новый диалект стал охватывать те окрестности, которые долгое время продолжали оставаться под влиянием восточнонижненемецкого диалекта. В некотором роде берлинский диалект схож с кёльнским, который также формировался при участии языков мигрантов и также имеет многие черты метролекта. Например, характерны ослабление начальных (jut, jehen) или усиление конечных звуков (wat?).

### Диалект с XVIII до середины XX века

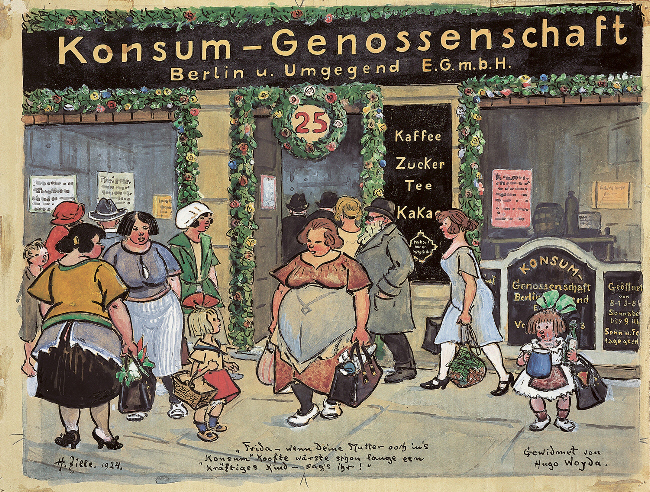
Генрих Цилле, Потребительский кооператив, 1924. Текст внизу карикатуры: Frida – wenn Deine Mutter ooch in’s ‚Konsum‘ koofte wärste schon lange een kräftiges Kind – sag’s ihr!

До XVIII века в городе в качестве общего разговорного языка использовался маркский диалект, который ближе к концу XVIII века стал изменяться под влиянием верхнесаксонского диалекта. Похожий процесс можно наблюдать и в других нижненемецких регионах (например, так называемый миссингш в Гамбурге сформировался в результате слияния нижненемецкой грамматики и верхненемецкого произношения). Возникший «смешанный» берлинский диалект, который уже был похож на современный, стал перенимать некоторые слова из соседних нижненемецких регионов (например, ick, det, wat, doof).
В то время как в Берлине конца XIX века скапливалось всё больше носителей диалектов Саксонии и Силезии, характерные для нижненемецкого языка черты постепенно исчезали. В современном виде Берлин возник в 1920 году, а изначальная область распространения диалекта ограничивалась современными округами Митте и Фридрихсхайн-Кройцберг, а также частично Шарлоттенбурга и Пренцлауэр-Берг в пределах Берлинского железнодорожного кольца. Именно эти округа были сильнее всего подвержены средненемецкому влиянию. Окраинные части Берлина несколько столетий принадлежали к Бранденбургу, поэтому берлинское влияние в них наблюдается меньше.
Принято считать, что Берлин в конце XIX — начале XX века, будучи экономическим и политическим центром Германии, сильнее испытывает влияние верхненемецкого, который является суперстратом не только в официально-деловой сфере, но и для разговорной речи простых рабочих и прислуги. Вместе с тем как росло значение города (как прусской метрополии), берлинский диалект стал распространяться на соседние округа, а то и вовсе становился лингва-франка, как язык центра. С XIX века и до сегодняшнего дня происходит дальнейшее вытеснение окраинных диалектов, а сам берлинский диалект продолжает испытывать влияние верхненемецкого.

### Диалект с середины XX века до наших дней
В период с 1949 по 1989 год демографическая и лингвистическая обстановка в Берлине существенно изменяется из-за массовых миграций: около одного миллиона человек покинули город, однако это массовое выбытие было компенсировано новыми переселенцами из Саксонии, Баден-Вюртемберга и Северного Рейна-Вестфалии, а также выходцами из других стран: Турции, Югославии, Италии и Ливана. Из-за этого повседневно используемый берлинский диалект также претерпел изменения. Многие «новые берлинцы» переняли диалект, который к тому времени во многих частях Германии утрачивал свою популярность среди немцев. Вследствие этого берлинский диалект сохранился в чистом виде только в центральных районах и в Восточном Берлине, так как там оседало меньше всего иммигрантов. В среднем около четверти всего населения Берлина являются коренными жителями и во втором поколении или более. Эмигрантская среда постоянно меняет берлинский диалект, однако существует и его «классический вариант». Русскоязычные эмигранты в Берлине, сформировавшие собственный диалект, используют диалектизмы и берлинизмы в своей речи.
Благодаря радио- и телевещанию со второй половины XX века берлинский диалект становится одним из наиболее узнаваемых диалектов во всех частях Германии. Его охотно перенимают в соседних регионах, так как соседние диалекты в Бранденбурге и Саксонии-Ангальт похожи.

### Заимствования
Долгое время берлинский диалект расценивался как искажённый верхненемецкий. Как политический, экономический и культурный центр маркграфства Бранденбург, Пруссии, Германской империи, Восточной Германии и современной Германии Берлин испытывал на себе культурное влияние переселенцев, а берлинский диалект фиксировал эти влияния. В XV-XVI веках вследствие фламандского заселения большое влияние приобрёл их язык. Влияние французского языка, наблюдающееся и по сей день стало возможным благодаря большому числу гугенотов, переселившихся в конце XVII века и захвату города Наполеоном в начале XIX века. Позже французский стал языком прусского двора. Также влияние на диалект в виде заимствований оказали языки еврейских беженцев и соседние славянские языки (польский, чешский, полабский).
Все эти влияния можно увидеть в типичных берлинских выражениях. Например, в берлинском выражении „det zieht wie Hechtsuppe“ (о сильном сквозняке) присутствует еврейское видоизменённое „hech supha“ (штормовой ветер). В выражении „mir is janz blümerant“ (я себя неважно чувствую) присутствует французское „bleu mourant“.

## Лингвистические особенности диалекта

### Фонологические отличия от верхненемецкого
Берлинский диалект имеет множество фонетических несоответствий с литературной нормой. Некоторые особенности берлинского произношения, имеющие исторический характер, относятся к нижненемецкому влиянию, другие — к верхненемецкому. Поскольку берлинский диалект преимущественно устный, его письменность не была разработана, однако часто фонетические несоответствия отражаются через стандартную немецкую систему письма. Многие слова могут иметь два и более вариантов написания, причём для некоторых могут применяться диакритические знаки.
| Изменение                                                              | Описание | Примеры |
| ---------------------------------------------------------------------- | --- | --- |
| ä → e                                                                  | Умлаут ä всегда произносится как долгий e | Mädchen [ˈmɛːtçən] → Mädchen, Medchen [ˈmeːtçən] |
| ä → e                                                                  | Краткая e перед r, передающая звук [ɛ], в берлинском диалекте не удлинняется, иначе она бы соответствовала умлауту; в этом случае она изменяется в [eː] | fern [fɛʁn] → fern, fean [feːɐ̯n] |
| au → oo                                                                | Монофтонгизация, соответствующая прагерманскому au; дифтонг au [aʊ̯] переходит в oo [oː]                                                                 | auch [aʊ̯x] → åuch, ooch [oːx] (ср. прагерм. *auk) |
| au → oo                                                                | Если дифтонг не соответствует прагерманскому (например, au восходит к û), то правило не действует                                                       | aus [aʊ̯s] → oos [oːs] |
| e → ö                                                                  | Открытая e может быть услышана как ö | elf [ɛlf] → ölf [øːlf] |
| e er → a ei → eie au → aue nnen → nn’                                  | Краткая безударная e исчезает перед согласным | Deckel [ˈdɛkəl] → Deckl [ˈdɛkl̩] |
| e er → a ei → eie au → aue nnen → nn’                                  | В сочетании er в последнем слоге слова (простой части, а также в морфеме) согласный r переходит в гласный a, при этом e исчезает (см. r → a)            | besser [ˈbɛsəʁ] → besser, bessa [ˈbɛsa] verbessern [fɛɐ̯ˈbɛsɐn] → verbessern, vabessan [faˈbɛsan] |
| e er → a ei → eie au → aue nnen → nn’                                  | Выпадения e не происходит после r, chn, tm | interessant [ɪntəʀɛˈsant] → interssant [ɪntʀˈsant] rechnen [ˈʀɛçnən] → rechnn [ˈʀɛçn] atmen [ˈaːtmən] → apmn [ˈaːpmn]                                                                                             |
| e er → a ei → eie au → aue nnen → nn’                                  | После краткого i или u может возникнуть редуцированный e                                                                                                | Teil [taɪ̯l] → Teil, Teiel [ˈtaɪ̯əl] aus [aʊ̯s] → aus, aues [aʊ̯əs] |
| e er → a ei → eie au → aue nnen → nn’                                  | После удвоенной n вместо окончания -en ставится апостроф, а сама n произносится напряжённее и дольше                                                    | können [kœnən] → könn’ [kœnː] |
| ei → ee                                                                | Монофтонгизация, соответствующая средневерхненемецкому изменению ei; дифтонг ei [aɪ̯] переходит в ee [eː]                                                | allein [alˈaɪ̯n] → alleïn, alleen [aˈleːn] |
| ei → ee                                                                | Если дифтонг не соответствует средневерхненемецкому (например, ei восходит к î), то правило не действует                                                | drei [draɪ̯] → dree [dreː] |
| i → ü                                                                  | Открытая i может слышаться как ü | Fisch [fɪʃ] → Fïsch, Füsch [fʏʃ] nichts [nɪçts] → nïscht, nüscht [nʏʃt] Milch [Mɪlç] → Mïlsch, Mülsch [Mʏlʃ] |
| ch → sch ch → j                                                        | Буквосочетание ch, произносимое как глухой палатальный спирант, переходит в sch                                                                         | ordentlich [ˈɔʁdn̩tlɪç] → oadntlïsch, oonntlüsch [ˈɔːn̩tlʏʃ] |
| ch → sch ch → j                                                        | При быстром темпе речи суффиксы -lich и -ig озвончаются до -lij и -ij (часто конечную j на письме обозначают апострофом)                                | richtig [ˈʁɪçtɪç] → rïchtij, rüchti’ [ˈʁʏçtɪʝ] wirklich [ˈvɪʁklɪç] → wïrklij, würkli’ [ˈvʏʁklɪʝ] gleich [glaɪ̯ç] → gleij, glei’ [glaɪ̯ʝ]                                                                            |
| ch → sch ch → j                                                        | Слова mich, dich, sich и nich также могут озвончаться на конце                                                                                          | mich [mɪç] → mij, mi’ [mɪʝ] |
| g → r g → gh g → j g → ch                                              | После гласного звонкий g переходит в gh или j; после e, i, ä, ö, ü происходит переход g → j, а после a, o и u возникают r/gh                            | Liege [ˈliːgə] → Lieghe, Lieje [ˈliːjə] Frage [ˈfʁaːgə] → Fraghe, Frare [ˈfʁaːʁə] |
| g → r g → gh g → j g → ch                                              | Согласный g, дающий глухой звук, переходит в спиранты: глухой палатальный после e, i, ä, ö, ü или в глухой велярный после a, o и u                      | liegt [liːkt] → lieght, liecht [liːçt] fragst [fʁaːkst] → fraghst, frachst [fʁaːxst] |
| g → r g → gh g → j g → ch                                              | В окончании -ig согласный g сохраняется и читается как и в верхненемецком                                                                               | Königreich [ˈkøːnɪkˌʀaɪ̯ç] → Könichreich [ˈkøːnɪçˌʀaɪ̯ç] |
| g → r g → gh g → j g → ch                                              | Согласный g на конце слова укорачивает стоящий перед ним гласный a или u                                                                                | Tag [taːk] → Tagh, Tach [tax] Zug [tsuːk] → Zugh, Zuch [tsʊx] |
| g → r g → gh g → j g → ch                                              | В начале слова g произносится как j; в современном диалекте правило не действует, если после g стоит r, l, o или ei.                                    | genau [gəˈnaʊ̯] → jenau [jəˈnaʊ̯] gar [gaːɐ̯] → jaa [jaː] grün [ɡʀyːn] → jrün [jʀyːn] |
| h → j                                                                  | В интервокальной позиции h переходит в j | Ehe [ˈeːhə] → Ehe, Eje [ˈeːjə] |
| l → ɫ                                                                  | Согласный l переходит в палатальный ɫ за исключением случаев, когда он стоит перед долгим гласным или в конце слова                                     | kalt [kalt] → kalt [kaɫt] halb [halp] → halb [haɫp] |
| l → ɫ                                                                  | Перед кратким безударным гласным l также переходит в ɫ                                                                                                  | alles [aləs] → allet [alət] → [aɫət] |
| l → ɫ                                                                  | Согласный l перед звонкими d или g/j вытесняет следующие согласные                                                                                      | Entschuldigung [ɛntˈʃʊldɪgʊŋ] → Tschuldi’ung, Tschuldjung [ˈtʃʊɫjʊŋ] |
| bm → m dm → m tm → pm                                                  | Согласный b выпадает перед m; часто окончание -em перед b сокращается до -m                                                                             | grobem [ˈgroːbəm̩] → grobm, groom [ˈgroːm̩] |
| bm → m dm → m tm → pm                                                  | Точно так же перед m выпадают d и t | jedem [ˈjeːdəm̩] → jedm, jeem [ˈjeːm̩] |
| bm → m dm → m tm → pm                                                  | В некоторых случаях t перед m произносится как p | atmen [ˈaːtmən̩] → atmen, apmen [ˈaːpmən̩] |
| bn → m pn → pm nft → mft dn → n gn → ng kn → kng chn → chng ngn → ngng | Согласный b выпадает перед n, при этом n переходит в m                                                                                                  | haben [ˈhaːbən̩] → habn, habm, haam [ˈhaːm̩] |
| bn → m pn → pm nft → mft dn → n gn → ng kn → kng chn → chng ngn → ngng | Согласный p сохраняется перед n, но n переходит в m | hupen [ˈhuːpən̩] → hupn, hupm [ˈhuːpm̩] |
| bn → m pn → pm nft → mft dn → n gn → ng kn → kng chn → chng ngn → ngng | Согласный n переходит в m перед буквосочетанием ft | Auskunft [ˈaʊ̯skʊnft] → Auskumft [ˈaʊ̯skʊɱft] |
| bn → m pn → pm nft → mft dn → n gn → ng kn → kng chn → chng ngn → ngng | Перед n согласный d выпадает | jeden [ˈjeːdən̩] → jedn, jeen [ˈjeːn] |
| bn → m pn → pm nft → mft dn → n gn → ng kn → kng chn → chng ngn → ngng | Перед g, k, ch и ng согласный n переходит в ng, при этом g в корне часто отпадает                                                                       | legen [ˈleːgən̩] → legn, legng, leeng [ˈleːŋ̍] hocken [ˈhɔkən̩] → hockn, hockng [ˈhɔkŋ̍] machen [ˈmaxən̩] → machn, machng [ˈmaxŋ̍] singen [ˈzɪŋən̩] → singn, singng [ˈzɪŋŋ̍] sagen [ˈzaːgən̩] → sagn, sagng, saang [ˈzaːŋ̍] |
| bn → m pn → pm nft → mft dn → n gn → ng kn → kng chn → chng ngn → ngng | Согласный n может сохраняться, если после него идёт гласный или согласные d и t                                                                         | Signal [zɪˈgnaːl] → Signal, Singnal [zɪˈŋnaːl] Abend [ˈaːbn̩t] → Abnd, Abmnd, Aamnd [ˈaːmn̩t] eigentlich [ˈaɪ̯gn̩tlɪç] → eigntlich, eigngtlich, eingntlich [ˈaɪ̯ŋn̩tlɪç]                                                |
| pf → p pf → f                                                          | Буквосочетание pf переходит в f в начале слова или в p в середине и в конце                                                                             | Pferd [pfeːɐ̯t] → Ferd, Fead [feːa̯t] Apfel [ˈapfl̩] → Appl [ˈapl̩] Kopf [kɔpf] → Kopp [kɔp] |
| pf → p pf → f                                                          | В некоторых словах pf сохраняется, чтобы избежать омонимии                                                                                              | Opfer [ˈɔpfɐ] → Oppa [ˈoːpa] (ср. нидерл. offer, нем. Opa) |
| r → a                                                                  | После долгого гласного r произносится как краткая a | wir [viːɐ̯] → wir, wia [viːa̯] Tür [tyːɐ̯] → Tür, Tüa [tyːa̯] |
| r → a                                                                  | После краткого гласного r создаёт эффект долготы | Wort [vɔʁt] → Wort [vɔːa̯ʁt], Woat [vɔːt], Wooatt [vɔːa̯t] |
| r → a                                                                  | Согласный r после краткого безударного гласного переходит вместе с ним в a                                                                              | herbei [həʁˈbaɪ] → habei [haˈbaɪ] leider [ˈlaɪdəʁ] → leida [ˈlaɪda] habt ihr [ˈhaptiʁ] → habta [ˈhapta] |
| z → ss                                                                 | Согласный z переходит в ss | zu Hause [tsuˈhaʊ̯zə] → ssu Hause [suˈhaʊ̯zə] |

#### Диакритические знаки
Если необходимо выделить те или иные фонологические особенности диалекта, отличающие его от литературной нормы, применяют диакритические знаки. Для буквосочетания gh (ɣ-звук) сегодня всё чаще применяют букву с циркумфлексом ĝ, если вместо gh не читают j. Тот же диакритический знак используют для преобразования других букв и буквосочетаний, имеющих в берлинском диалекте особое произнесение: er → â (краткая открытая a), g → ĵ (произносится что-то между g и r), i → î (соответствует ü) и e → ê (закрытая долгая e). Пример: Meen Vâlêĵâ hat dazu nîschts jesaĵt. — Mein Verleger hat dazu nichts gesagt.
Возможны и другие варианты диакритики. Буква å с кружком, в шведском языке означающая передвижение переход a в o, используется в берлинском в дифтонге åu, который соответствует изменению au → oo. Таким образом верхненемецкое Baum перейдёт в Boom, а с диакритикой будет иметь вид Båum. Переход l → ł так и обозначается буквой ł (willst → wiłłst, alles → ałłet, Entschuldigung → Tschułłjung).